# Surfmusik
Die Surfmusik (von englisch surf „Brandung“, durch Erweiterung surfing „Wellenreiten“) war eine in den frühen 1960er Jahren in Kalifornien entstandene, überwiegend instrumentale Variante des Rock ’n’ Roll. Weitere gebräuchliche Bezeichnungen sind Surf Sound, Surf Rock und Surf Music. International populär wurde die Surfmusik vor allem durch die Surfband Beach Boys, die sich allerdings stilistisch durch ihre mehrstimmigen Gesangsharmonien von der instrumentalen Surfmusik unterschied. Zu den bekannteren instrumentalen Interpreten zählten die Surfaris mit dem Stück Wipe Out (1963) oder die Chantays mit Pipeline (1962). Das Gesangsduo Jan and Dean gelangte 1963 auf dem Höhepunkt der Surfmusik mit Surf City auf Platz 1 in den Charts. Bis auf die Beach Boys gelang es aber niemandem, über den Status eines One-Hit-Wonders hinauszuwachsen. Dem Gitarristen Dick Dale und seiner Band, den Del-Tones, gelang mit dem Stück Miserlou (1962) ein lokaler Hit. Sein staccatohaftes Gitarrenspiel auf einer Fender Stratocaster fand einige Nachahmer. Eine einheitliche und typische Surfmusik gab es jedoch nicht. Vielmehr diente die instrumentale oder vokale Musik als Grundgerüst, das mit einer Vielzahl von populären Themen besetzt wurde.
Die Surfmusik wurde ab 1964 durch den Erfolg der Beatles und der mit ihnen verbundenen British Invasion verdrängt.

## Ursprünge
Die Ursprünge der Surfmusik lagen im rein instrumentalen Rock ’n’ Roll, der gegen Ende der 1950er Jahre in den USA immer populärer wurde. Zu den frühen Veröffentlichungen dieser Art zählten beispielsweise das Noveltystück Green Mosquito von den Tune Rockers, Link Wrays klassischer 12-Takt-Blues Rumble, das Stück Rebel-’Rouser von Duane Eddy oder das mit lateinamerikanischen Rhythmen angehauchte Stück Tequila von den Champs aus dem Jahr 1958. Vor allem Duane Eddy spielte sehr erfolgreich ausschließlich instrumentalen Rock ’n’ Roll und etablierte den als Twang bezeichneten und viel kopierten Gitarrenklang mit Reverb- und Tremoloeffekten. Er erreichte mit Rebel-’Rouser im Juli 1958 Platz 6 in den amerikanischen Charts und bis 1962 sollten 15 weitere Top 40 Hits folgen. Die instrumentale Musik war facettenreich. Es gab sowohl die Rhythm and Blues orientierten Bands wie die populären Johnny and the Hurricanes, Maurice Williams & the Zodiacs oder Booker T. & the M.G.’s und Interpreten wie Bill Black’s Combo, Floyd Cramer oder Chet Atkins, die in der Countrymusik verhaftet waren. Andere Bands standen dem Rockabilly sehr nahe wie zum Beispiel die Rock-A-Teens oder die Fendermen. Unterschiede gab es auch bei der Wahl des melodieführenden Instruments. Neben Saxophon und Tasteninstrumenten wie der Orgel dominierte jedoch die Gitarre. Seit dem Jahr 1959 war der instrumentale Rock ’n’ Roll ein neuer Trend, der am stärksten Verbreitung fand.
Dieser Trend breitete sich auch in Europa aus. Im Juli 1960 hatten die Shadows mit dem Stück Apache einen Hit in den britischen Charts. In den Vereinigten Staaten nahm niemand Notiz von den Briten. Allerdings erreichte der Däne Jørgen Ingmann mit einer Coverversion von Apache im Januar 1961 Platz 2 in Amerika. Im August 1962 schafften es die Tornados als erste britische Rock-’n’-Roll Band mit ihrem Welthit Telstar auf Platz 1 in Amerika.

## Vom Sport zur Musik
Im Januar 1960 erschien in Kalifornien die erste Zeitschrift, die sich ausschließlich mit der Sportart des Wellenreitens beschäftigte. Der Herausgeber, Fotograf und Filmemacher John Severson nannte das Magazin The Surfer und bot alles über die neue Trendsportart, die über Amerika hinwegfegte. Die erste Ausgabe umfasste 32 Seiten, war komplett in Farbe und erschien in einer Auflage von 10.000 Exemplaren. Die Zeitschrift war als Fotobuch konzipiert und enthielt Bilder aus Seversons ersten Film Surf, den er von 1958 bis 1959 an den Stränden von Hawaii gedreht hatte. Severson war nicht der einzige, der visuelle Medien nutzte und die Popularität des Surfens förderte. Der Dokumentarfilmer Bud Browne drehte seit seinem Erstlingswerk Hawaiian Surfing Movie von 1953 bis 1964 praktisch jedes Jahr einen neuen Film über das Surfen. Es gab weitere Dokumentarfilmer wie Bruce Brown. Er drehte Filme wie Slippery When Wet (1958), Barefoot Adventure (1961) und Endless Summer (1966). In den Filmstudios von Hollywood entstanden kommerziell erfolgreiche Spielfilme wie Gidget (1959), Where the Boys Are (1960), Beach Party (1963) oder Surf Party (1964), in denen „Strand, Sonne und Surfen“ als Rahmen für die Darsteller und dem romantischen Plot dienten. Vor allem der Film Gidget hat mit zwei Fortsetzungen, einer Fernsehserie und einem Spin-off maßgeblich zur Popularisierung des Surfens beigetragen.
Ursprünglich bildeten die Surfer eine kleine Szene, die typische Begriffe und auch einen eigenen Modestil entwickelt hatte und zunehmend kommerzialisiert wurde. Sie bevorzugten Shirts von der Firma Pendleton Woolen Mills, weiße, ungekürzte Levi’s Jeans und trugen entweder von der Sonne oder chemisch gebleichte, kurze Haare. Im Laufe der 1950er Jahre entwickelte sich das Surfen von einer Randerscheinung zur beliebtesten Wassersportart in Amerika. Jedes Wochenende tummelten sich bis zu 30.000 Surfer an den Stränden Südkaliforniens. Durch die klimatischen und geografischen Bedingungen wurde Südkalifornien zum Mittelpunkt für Surfer, die mehrheitlich aus der Region, aber auch anderen Teilen der USA kamen. Dort waren Hits wie Bill Doggetts Honky Tonk (1956) und Arthur Smiths Guitar Boogie (1958) bis in die frühen 1960er Jahre auf Strandpartys beliebt. Letzteres Stück nahm die kalifornische Band The Virtues im Jahr 1959 als Guitar Boogie Shuffle neu auf und erreichte damit Platz 5 in den Billboard Charts. Weitere wichtige Aufnahmen für die Entwicklung der Musikszene in Kalifornien waren instrumentale Stücke regionaler Bands wie Moon Dawg (1960) von den Gamblers, Mr. Moto (1961) von den Belairs und Stick Shift (1961) von den Duals. Von diesen Gruppen gelangten lediglich die Duals mit Stick Shift (englisch, „Gangschaltung“) bis auf Platz 25 in die US-Billboard-Charts. Das Stück sprach vor allem die Hot-Rod-Szene an. Die Produzenten hatten Motorgeräusche zur Musik gemischt und am Ende die Sirene einer Polizeistreife eingefügt, was man als besonderen Clou betrachtete.
Zu den ersten Titeln mit direktem Bezug zum Surfen zählten Surfer’s Stomp von den Marketts, das 1961 zunächst auf dem Musiklabel Union Records erschien und 1962 von Liberty Records neu aufgelegt wurde, sowie Surfin'  von den Beach Boys, das im Dezember 1961 veröffentlicht wurde.

## Hits der Produzenten
Die Beach Boys setzten von Anfang an auf vokale Musik. Sie waren vom mehrstimmigen Gesang der afroamerikanischen Doo-Wop-Gruppen beeinflusst. Die Band übte Stücke der Coasters und bevorzugt der Four Freshmen ein, um sich mit deren Gesangsarrangements vertraut zu machen. Auf der zweiten Single der Beach Boys ging es um den V8-Motor mit der Modellbezeichnung 409 der Firma Chevrolet. Es zielte wie das Stück der Duals auf die Hot-Rod-Szene und verwendete ebenfalls Einspielungen von Motorgeräuschen. Brian Wilson hatte 409 zusammen mit seinem Freund Gary Usher komponiert. Usher etablierte sich in den folgenden Jahren als einer der führenden Produzenten von Surf- und Hot-Rod-Musik in Südkalifornien. Dabei trat er nicht nur als Produzent, sondern auch als Autor oder Co-Autor, oft mit Roger Christian, und gelegentlich als Musiker in Erscheinung. Sein Schaffen reichte von den Beach Boys über Dick Dale, den Surfaris und den Astronauts bis zur Filmmusik für den Spielfilm The Girls on the Beach. Er steuerte einzelne Stücke für B-Movies wie Beach Party, Bikini Beach und Muscle Beach Party des Filmproduzenten Samuel Z. Arkoff bei. Des Weiteren gründete Usher eigene Bands, die aus ständig wechselnden Studiomusikern zusammengestellt wurden. Das erfolgreichste Projekt dieser Art waren die Hondells, die mit der Brian Wilson Komposition Little Honda (1964) Platz 9 in den US-Billboard-Charts erreichten.
Die Beach Boys gelangten im Jahr 1963 mit Surfin’ U.S.A., einer Note-für-Note-Kopie von Chuck Berrys Stück Sweet Little Sixteen, und Surfer Girl in die Top Ten. Den Surfaris gelang mit Wipe out (1963), den Chantays mit Pipeline (1963), den Trashmen mit Surfin’ Bird (1963), den Marketts mit Out of Limits (1964) und den Pyramids mit Penetration (1964) ein Top-Ten-Hit. Das Gesangsduo Jan & Dean erreichte im Jahr 1963 mit Surf City Platz eins der US-Billboard-Charts. Dieses Stück entstand in einer Zusammenarbeit mit Brian Wilson und den restlichen Beach Boys. Wilson lernte einiges von Dean Torrence über Studiotechnik und griff später auf die gleichen Studiomusiker wie z. B. Glen Campbell und Hal Blaine zurück, die viele Aufnahmen mit Jan & Dean eingespielt hatten. Der Gitarrist Glen Campbell ersetzte Brian Wilson gelegentlich bei Konzerten der Beach Boys, nicht zuletzt weil Campbell die charakteristische Falsettstimme von Wilson kopieren konnte. Sowohl Campbell als auch Blaine arbeiteten ebenfalls für Gary Usher und waren nicht nur an dessen Hondells Projekt beteiligt.
Eine weitere zentrale Rolle in der kalifornischen Musikszene nahm Anthony Hilder ein. Er produzierte Bands wie z. B. die Lively Ones, Impacts, Original Surfaris, Sentinals, Centurians und Dave Myers & The Surftones und verkaufte deren Aufnahmen an die Plattenfirmen. Die Produktionen von Hilder wurden von Del-Fi, GNP, GSP, Northridge, Liberty, Arvee, Sutton, Shepherd, Guest Star, Bamboo, Challenge, Tollie, Ava, Original Sound, Era und andere Labels veröffentlicht. Nicht selten wurden die Aufnahmen der Bands zu Samplern zusammengestellt und an die meistbietende Plattenfirma verkauft. Es entstanden Sampler wie KFWB’s Battle of the Surfin’ Bands auf Del-Fi, Surf War auf Shepherd, Original Surfin' Hits oder Surf Battle auf GNP, Surf’s Up at Banzai – Pipeline (1963) auf Northridge oder der mit der vorherigen Zusammenstellung fast identische Sampler Surf’s Up! (1963) auf Frank Sinatras Reprise Records. Auf Hilders eigenem Plattenlabel Impact Records erschienen lediglich 33 Singles und 2 Alben. Der Lizenzhandel mit den Aufnahmebändern war sein eigentliches Geschäft. Dabei kam es nicht selten vor, dass er dieselbe Aufnahme an mehrere Labels verkaufte. Trotz seiner Betriebsamkeit operierte Hilder ständig am Rand des Bankrotts: „[…] er verkaufte z. B. die Matrize von Hanging Twenty von Dave Myers & The Surftones an Bob Keane von Del-Fi für ganze hundert Dollar; die Sessions, in denen das Band produziert wurde, kosteten ihn selber fünfzig Dollar, und die Gruppe bekam gar nichts.“ (John Blair / Bill Smart : Die Tony-Hilder-Story) Wie Gary Usher und Brian Wilson griff auch Anthony Hilder auf professionelle Musiker zurück. Auf vielen Hilder-Produktionen wirkten der lateinamerikanische Musiker Al Garcia und seine Rhythm beziehungsweise Soul Kings im Hintergrund mit. Dadurch bekamen Bands wie beispielsweise die Sentinals und Centurians einen lateinamerikanischen Einfluss.

## Hintergrund: Autos, Surf und Twist
Die Region Südkaliforniens war eine Hochburg der White Anglo-Saxon Protestants, die eine breite, wohlhabende Mittelschicht bildeten. Die gute wirtschaftliche Situation in den USA ließ in Südkalifornien, beinahe über Nacht, überall neue Vorstädte und Siedlungen entstehen. Neben jedem Haus stand eine Garage und in jeder Garage stand ein Auto. Schon 1954 fuhren von rund 100 Millionen Fahrzeugen weltweit die Hälfte allein auf amerikanischen Straßen. Es entstand eine Wohlstandsgesellschaft, in der Teenager zunehmend Geld und Zeit in ihre Freizeitgestaltung investierten und eine Industrie, die davon profitierte. Eine Freizeitindustrie, die es verstand, immer neue Trends aufzugreifen. Der Übergang von den 1950er zu den 1960er Jahren war die Zeit der Tanzcombos. Die bei Teenagern beliebte Fernsehshow American Bandstand, die seit 1957 von Dick Clark moderiert und seitdem landesweit ausgestrahlt wurde, präsentierte fast monatlich einen neuen Modetanz. Die Tänze, die sich meist kaum unterschieden, hatten Namen wie The Hop, The Stroll, The Twist, Mashed Potatoes, The Stomp, The Watusi, The Chicken, The Dog oder The Bird. Der vielleicht erfolgreichste Modetanz war der Twist, den Chubby Checker mit seinem Hit The Twist aus dem Jahr 1960 popularisierte und der ihn zum Weltstar machte. Schlagartig griffen andere Musiker den Trend auf: Sam Cooke sang Twistin’ the Night Away, die Isley Brothers Twist and Shout, Danny & the Juniors Twistin’ USA, die Marvelettes Twistin’ Postman und Gary U. S. Bonds Dear Lady Twist.

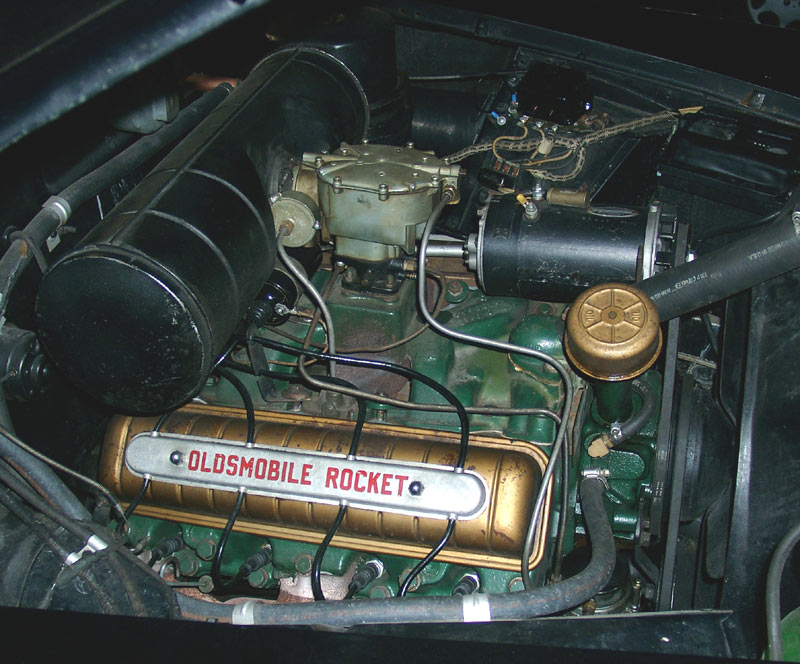
Oldsmobile Rocket V8-Motor in einem Oldsmobile 98, Baujahr 1949

Ein anderer Trend waren die Car Songs („Autolieder“). Schon Jackie Brenstons Stück Rocket “88” von 1951 befasste sich mit dem Oldsmobile 88, der einen V8-Motor mit der Bezeichnung „Rocket“ hatte, und von Oldsmobile mit dem Slogan Make a Date with a Rocket 88 beworben wurde. Der Rock-’n’-Roll-Star Chuck Berry besang mit Maybellene (1955) eine Liebesgeschichte vor dem Hintergrund eines Autorennens. Es wurde populär, dass sich Musikgruppen nach Autos benannten. Es gab die Cadillacs (Cadillac), Edsels (Edsel), El Dorados (Cadillac Eldorado), die Fleetwoods (Cadillac Fleetwood), Impalas (Chevrolet Impala) oder die Valiants (Plymouth Valiant). Zeitgleich mit der Surfmusik wuchs auch die Anzahl der Titel über Autos, Rennen und Motorräder. Die Beach Boys stellten mit Little Deuce Coupe (1963) ein ganzes Album mit Hot-Rod-Musik zusammen, ebenso wie Dick Dale mit seinem Album Checkered Flag (1963). Im gleichen Jahr veröffentlichte eine Gruppe von Studiomusikern als The Deuce Coupes das Album Hot Rodder’s Choice, nur um aus der Hot-Rod-Mode Kapital zu schlagen.
Wie die Hot-Rod-Szene hatte das Surfen als neuer amerikanischer Trend seine Wurzeln in Kalifornien. Er gewann zunehmend an Popularität: „[…] niemand konnte sich dem Reiz dieses Teen-Utopias aus ewiger Sonne und immerwährenden Ferien, knapper Bekleidung und körperlicher Fitness, hübschen Mädchen, folgenlosen Amouren und ausreichendem Taschengeld, eines Garten Eden, der durch Gottes Fügung in Südkalifornien lag, entziehen.“ (Wolfgang Tilgner : Psalmen, Pop und Punk)

## Wirkung
Die Allgemeinheit assoziierte die Surfkultur mit den kitschigen Stereotypen der Strandfilme aus Hollywood, die von Surfern kategorisch abgelehnt wurden, und der vokalen Surfmusik, die von den Puristen der instrumentalen Variante konsequent vom Genre ausgeschlossen wurde. Dabei wurde vermutlich selbst in Kalifornien die vokale, durch die Beach Boys verkörperte Surfmusik bevorzugt. Deren Erfolg und die kontinuierlichen Wiederveröffentlichungen ihrer Platten hielten die Surfmusik im Bewusstsein, während die Hot-Rod-Musik sowie die instrumentalen Surfbands ab Mitte der 1960er überwiegend in Vergessenheit gerieten. Die Beach Boys etablierten einen regionalen Stil, der landesweit Beachtung fand. Zwar hatte Kalifornien musikalische Größen wie Bing Crosby, durch Hollywood, Chet Baker und Ritchie Valens hervorgebracht, doch keiner wurde so stark mit Kalifornien assoziiert wie die Beach Boys.
Im Herbst 1975 erschien eine Reihe von Artikeln über Surfmusik in Greg Shaws Magazin Who Put The Bomp. In einem Artikel über die Geschichte des Surf sah Shaw die instrumentale Surfmusik als Bindeglied vom Rockabilly der 1950er zum Garage Rock der 1960er Jahre. Die instrumentale Variante wurde als „lautstarker und rauher“ Gegensatz zum Brill Building Pop der Charts betrachtet. Der lokal sehr beliebte Dick Dale konnte, da er selber gelegentlich surfte, eine gewisse Authentizität vermitteln:

„Ich spürte beim Surfen eine gewaltige Power, und dieses Gefühl wurde einfach von mir auf die Gitarre übertragen, wenn ich Surf spielte. Mit meinem Gesang konnte ich dieses Gefühl nicht erreichen, deshalb nahm die Musik eine instrumentale Form an. […] Die echte Surf-Musik ist instrumental … typisch für diese Musik ist das Stakkato-Picking auf der Fender-Stratocaster-Gitarre – und es muß eine Fender Stratocaster sein.“

Mit solchen Aussagen trug Dale nicht nur zu seiner eigenen Legendenbildung, sondern auch zur Auffassung bei, was Surfmusik zu sein hat.

## Revivals
Im Oktober 1974 veröffentlichte Capitol ein Doppelalbum der Beach Boys unter dem Titel Endless Summer. Es war eine Zusammenstellung alter Stücke, die die Beach Boys von 1962 bis 1965 veröffentlicht hatten. Das Album erreichte Platz 1 in den US-Billboard-Charts. Um den Verkauf anzukurbeln, hatte Capitol Surfin’ U.S.A. nach 1963 noch einmal als Single veröffentlicht. Der Oldie erreichte Platz 37 in den US-Charts. Damit hatte die Surfmusik ein erstes Revival.
Es gab immer wieder Musiker und Bands, die den instrumentalen Rock ’n’ Roll beziehungsweise die Surfmusik zitierten oder als Coverversionen ihr Repertoire aufnahmen. Deren musikalische Ausrichtung war höchst unterschiedlich und reichte vom Schlager oder Softrock in der Art von Ricky King bis zu der Band Agent Orange, die gegen Ende der 1970er Jahre versuchte Surfmusik mit Punk zu verbinden. Erfolgreicher waren die von der Surfmusik beeinflussten Barracudas, deren Single Summer Fun es 1980 bis auf Platz 37 der britischen Charts schaffte.
Das Label Rhino Records veröffentlichte 1982 eine dreiteilige Serie von Samplern unter dem Titel The History of Surf Music. Während sich der erste Teil um die instrumentalen und der zweite Teil um die vokalen Hits der 1960er Jahre drehte, enthielt der dritte Teil, mit dem Untertitel The Revival, Surfbands aus den Jahren 1980 bis 1982. Keine der darauf enthaltenen Bands konnte jedoch einen nennenswerten Erfolg verbuchen. Dick Dale nutzte dieses Revival für ein Comeback und veröffentlichte 1983 nach langer Zeit ein neues Album.
Im Jahr 1992 gründete sich die Band Man or Astro-man? und griff den instrumentalen Rock ’n’ Roll wieder auf. Die Band bezeichnete ihre Musik selbst als Space-age Surf. Etwas unbekannter hingegen blieben Bands wie die Mermen, Laika & The Cosmonauts oder Shadowy Men on a Shadowy Planet. Mit dem Erfolg des Films Pulp Fiction wurde im Jahr 1994 die instrumentale Surfmusik erneut etwas populärer. Der reguläre Filmsoundtrack enthielt jeweils ein Stück von den Tornadoes, Dick Dale, Centurians und den Lively Ones.